# California (Maryland)
California é uma Região censo-designada localizada no estado americano de Maryland, no Condado de Saint Mary's.

## Demografia
Segundo o censo americano de 2000, a sua população era de 9307 habitantes.

## Geografia
De acordo com o United States Census Bureau tem uma área de 
38,4 km², dos quais 33,5 km² cobertos por terra e 4,9 km² cobertos por água.

## Localidades na vizinhança
O diagrama seguinte representa as localidades num raio de 16 km ao redor de California. 